# Savannentrappe

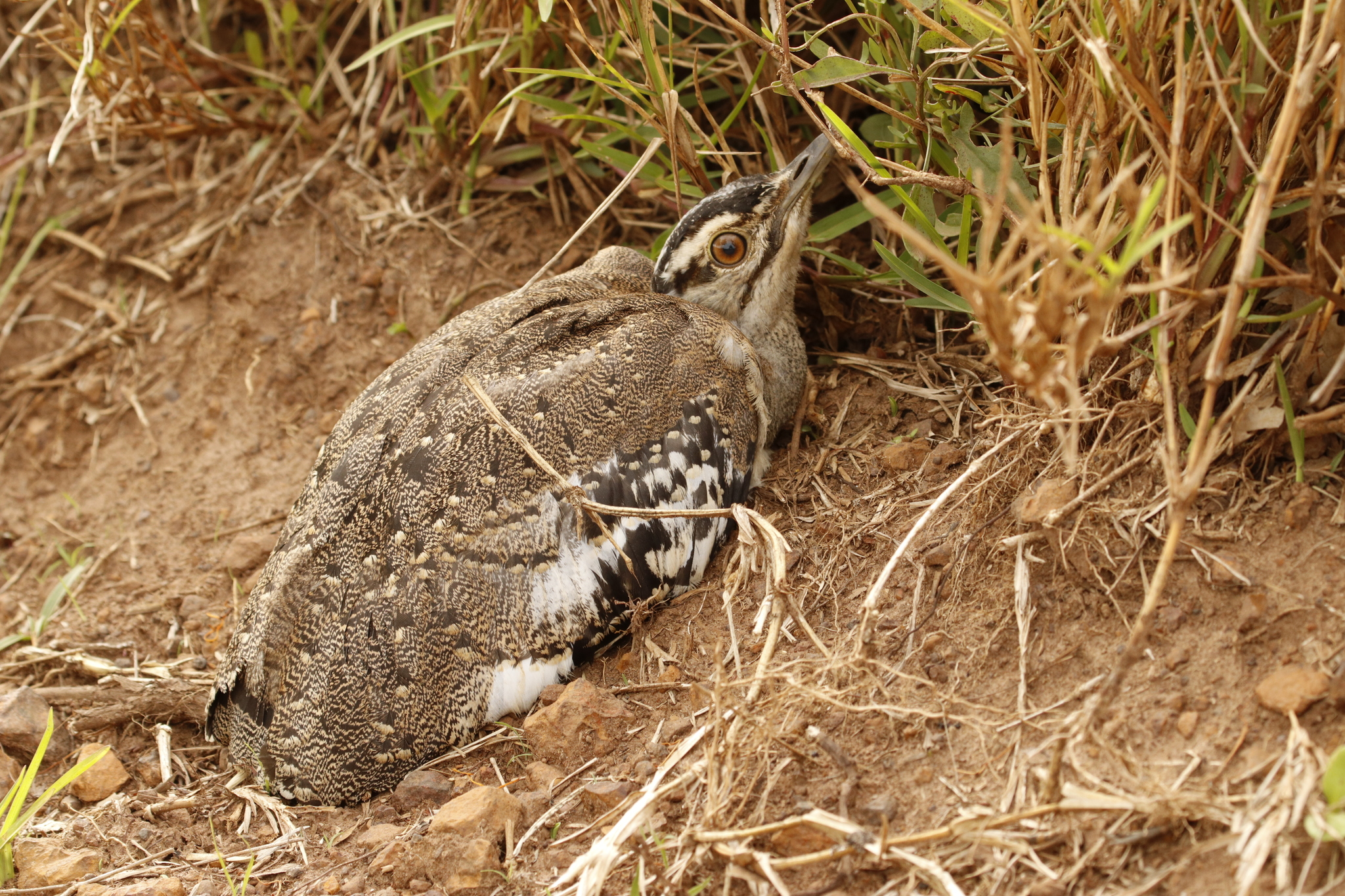
Savannentrappe in Tarnhaltung

Die Savannentrappe (Neotis denhami), zuweilen auch Stanleytrappe oder Kafferntrappe genannt, ist eine in Afrika vorkommende Vogelart aus der Familie der Trappen (Otididae). Die Bezeichnung der Nominatform
Neotis denhami denhami ehrt den Afrikaforscher Dixon Denham, der Name der Unterart Neotis denhami stanlayi ehrt den Naturforscher Edward Smith-Stanley, 13. Earl of Derby und Neotis denhami jacksoni den Ornithologen Frederick John Jackson.

## Merkmale
Savannentrappen erreichen eine Höhe von bis zu 1,0 Metern und ein Gewicht bis zu 10 Kilogramm bei den Männchen. Weibchen werden 0,8 Meter groß und 3,0 Kilogramm schwer. Farblich sind sich die Geschlechter sehr ähnlich. Die Gefiederfärbung der Oberseite ist braun, die Krone schwarzbraun. Der lange Hals ist auf der Vorderseite dunkelgrau, hinten hellgrau, der Nacken hat eine kastanienbraune Farbe. Die Federn der Flügel sowie des Schwanzes sind dunkelbraun und weiß gesprenkelt. Diese Sprenkelung kommt im Flug voll zur Geltung. Kopf, Hals und Unterseite sind weißlich bis hellgrau. Über die Augen erstreckt sich ein schmaler schwarzer Zügel. Die Iris ist bräunlich, der Schnabel hellgrau. Die langen Beine sind gelbgrau bis cremefarben und unbefiedert. Bei den Hähnen befinden sich feine weiße und gelbe Federn am Hals, die während der Balzzeit ballonartig ausgestellt werden.

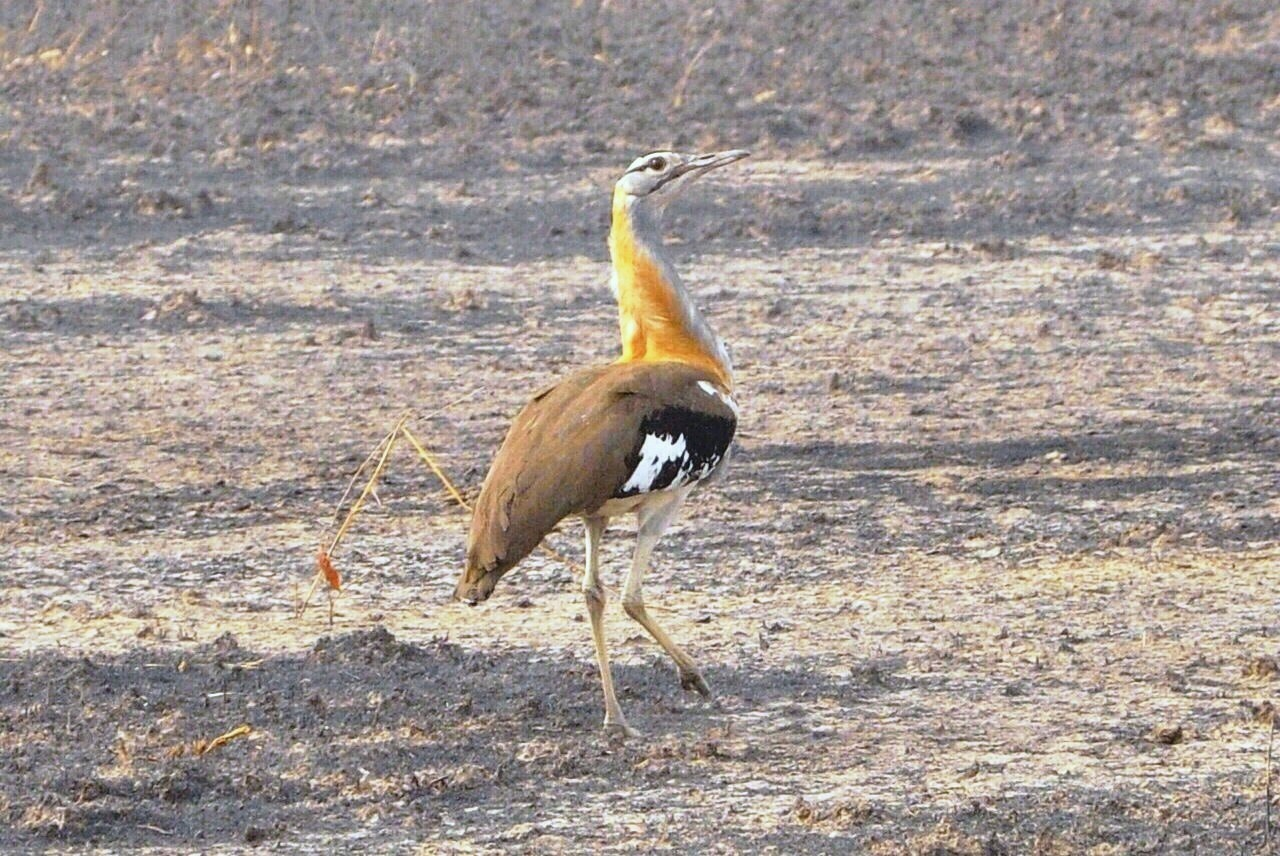
Männchen
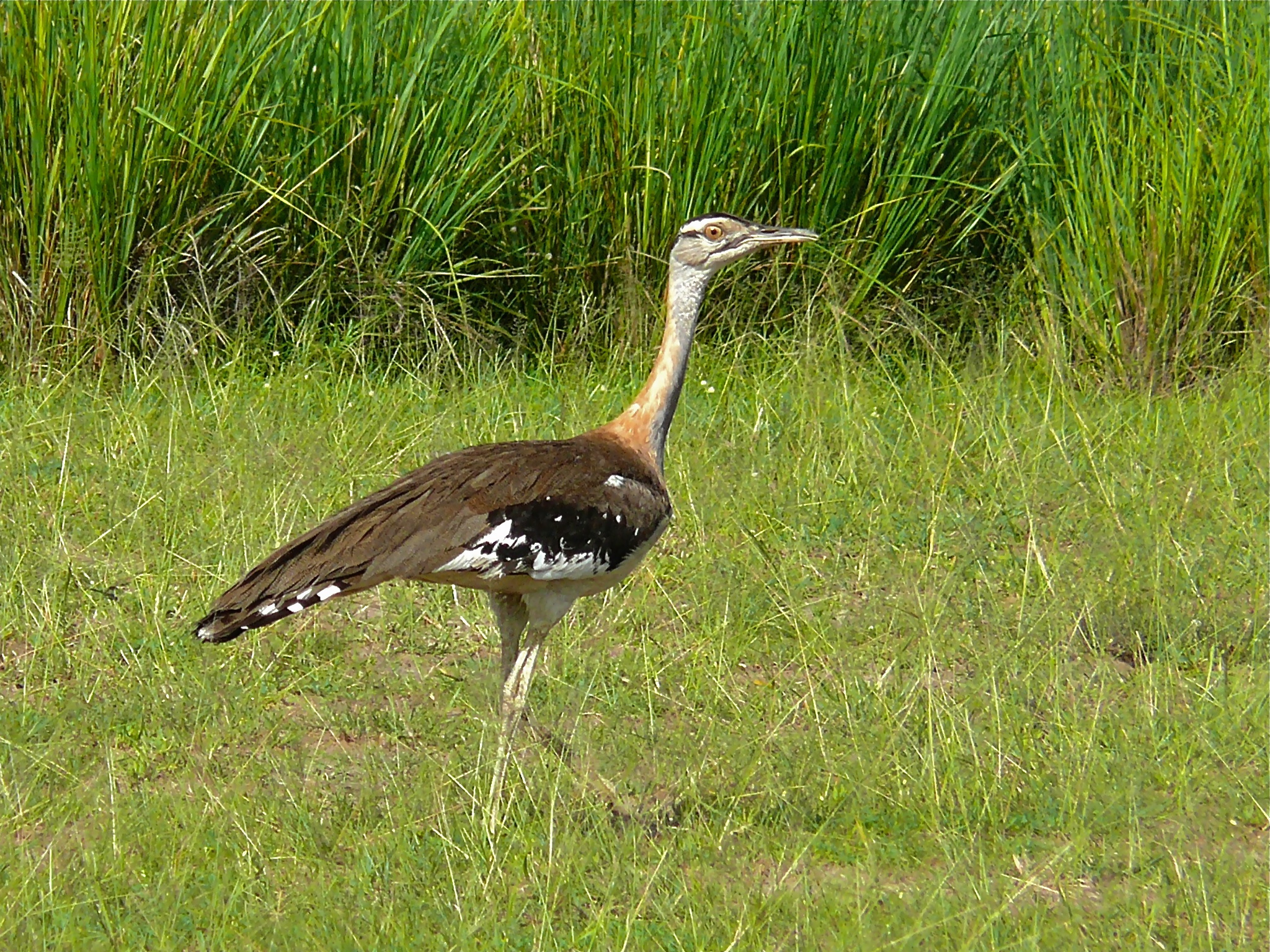
Weibchen
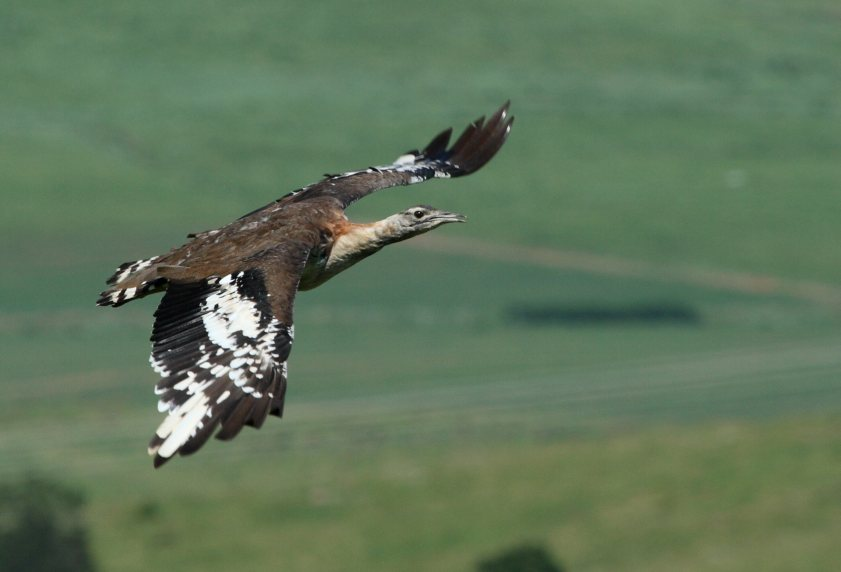
Savannentrappe im Flug

## Ähnliche Arten
Die Ludwigtrappe (Neotis ludwigii) unterscheidet sich durch die dunkelbraune Vorderseite des Halses und den gelblich gefärbten Nacken.

## Verbreitung, Unterarten und Lebensraum
Das Verbreitungsgebiet der Art umfasst offene Graslandschaften und Steppen in der Mitte und im Süden Afrikas. Die Höhenverbreitung reicht vom Meeresspiegel bis auf  3000 Meter. Folgende Unterarten werden geführt:
- Neotis denhami denhami, Osten von Senegambia, Norden Ugandas und Westen Äthiopiens, während der Regenzeit zuweilen im Südwesten Mauretaniens sowie im Westen von Senegambia.
- Neotis denhami stanlayi, Südafrika und Eswatini, gelegentlicher Besucher in Lesotho ohne zu brüten.[1]
- Neotis denhami jacksoni, Kenia, Tansania, Südosten der Demokratischen Republik Kongo, Sambia, Botswana und Simbabwe, gelegentlicher Besucher im Westen der Demokratischen Republik Kongo und in Angola ohne zu brüten.[1]

## Lebensweise
Savannentrappen leben meist in kleinen Gruppen und sind bedingt standorttreu. Zuweilen wandern sie, um in ausgiebigere Nahrungsgebiete zu gelangen. Die Trappe ist ein Allesfresser. Primär werden Wirbellose wie Heuschrecken (Orthoptera) und Termiten verzehrt. Samen, Früchte und Blätter ergänzen das Nahrungsspektrum. An Wasserstellen finden sie sich zuweilen ein, um Frösche zu erbeuten. Außerdem besuchen sie verbrannte Flächen nach Buschfeuern, um problemlos an noch verwertbare Nahrung zu gelangen. Sie zeigen damit ein ähnliches Verhalten wie die Wammentrappe (Ardeotis australis) in Australien. Savannentrappen verhalten sich meistens still, lediglich während der Balzzeit gibt der Hahn tiefe kollernde Töne von sich.
Über das Brutverhalten der Art ist wenig bekannt. Aufgrund klimatischer Bedingungen wie Trocken- oder Regenzeit findet die Brut zu unterschiedlichen Zeiten statt. Die Eier werden in eine flache Mulde inmitten einer offenen Grasfläche auf den Erdboden gelegt, ein aufwendiges Nest wird nicht gebaut. Es werden ein bis zwei Eier gelegt.

## Gefährdung
Die Bestände der Savannentrappe sind im Rückgang begriffen. Die Art wird von der Weltnaturschutzorganisation IUCN als „near threatened = potenziell gefährdet“ geführt. Gefährdungspotenziale sind die Umwandlung ihres Graslandlebensraums zu landwirtschaftlich genutzten Flächen sowie die Bejagung der Art durch die lokale Bevölkerung, im Besonderen in der Sahelzone. Auch treten Verluste durch Kollisionen mit Hochspannungsfreileitungen auf.